# Bagienice Małe (województwo warmińsko-mazurskie)
Bagienice Małe (niem. Klein Bagnowen, 1938-45: Bruchwalde) – wieś w Polsce położona w województwie warmińsko-mazurskim, w powiecie mrągowskim, w gminie Mrągowo. W latach 1975–1998 miejscowość administracyjnie należała do województwa olsztyńskiego.
Wieś położona na Pojezierzu Mrągowskim oddalona 6 km na zachód od Mrągowa, otoczona jest lasami i bagnami. W pobliżu miejscowości znajduje się Rezerwat przyrody Gązwa oraz leśniczówka Złoty Potok.

## Historia
Bagienice Małe były wsią szlachecką, powstałą prawdopodobnie na dobrach Jana Guta (Johann von Hoytten zwany Gutt, były burgrabia Szestna), nadanych przez księcia Albrechta na prawie lennym w 1562 r. Na mapie Narońskiego z ok. 1662 r. wsi tej nie ma, należy więc przypuszczać, że założono ją znacznie później. W roku 1785 było tam 7 dymów. W 1821 r. była to wieś szlachecka o dwóch równorzędnie stosowanych nazwach: Klein Bagnowen i Bagienicze, liczyła wówczas 56 mieszkańców.  W 1838 roku we wsi 13 dymów (gospodarstw domowych) i 92 mieszkańców. 
Zabudowa wsi uformowała się w kształcie krzywej ulicówki. Po separacji gruntów spora spora część spora część gospodarstw ulokowała się na tak zwanych "wymiarach". W1848 r. była to już wieś chłopska (po uwłaszczeniach) liczyła 11 budynków mieszkalnych i 87 mieszkańców. W 1870 r. we wsi mieszkało 90 osób. W roku 1877 założono tutaj jednoklasową szkołę, ale już tylko z niemieckim językiem wykładowym. 
W 1935 r. do tutejszej szkoły uczęszczało 62 dzieci. Bagienice Małe liczyły w 1939 r. 276 mieszkańców i znajdowało się tu wówczas 69 gospodarstw domowych, w tym 43 gospodarstwa rolnicze, z których 12 miało wielkość w granicach 5-10 ha i 9 wgranicach 10-20 ha. 
W 1945 r. budynek szkolny został poważnie uszkodzony. Szkoła została wyremontowana przez byłego woźnego Napierskiego i murarza Brauna, deklarujący się jako tutejsi Polacy. 

## Ludzie związani z miejscowością
Tu wychowywał się i chodził do szkoły Mariusz Drężek.